# 羅姆福德—上敏斯特線
羅姆福德—上敏斯特線（英語：Romford–Upminster line）亦稱自由線，是倫敦地上鐵的一条线路，开通于1893年，全长5.4公里，为单线电气化铁路，最高时速48公里每小時，共设3个车站：羅姆福德站、埃默遜公園站、上敏斯特站。

## 歷史
1893年6月7日，本線啟用。當時本線為倫敦、提伯利及紹森德鐵路（London, Tilbury and Southend Railway）的支線，於羅姆福德連接了大東部鐵路及一個小型貨場。該貨場設有聯絡線連接大東部鐵路。
埃默遜公園招呼站則於1909年10月1日啟用。
1986年4月17日，本線開始有電氣化列車服務。
2015年5月，本線的服務營運方由大盎格利亞轉為倫敦地上鐵。
2024年2月，倫敦交通局宣布為所有地上鐵路綫賦予獨立名字和顏色以方便乘客辨別，在羅姆福德—上敏斯特線行走的地上鐵路綫稱為「自由綫」（Liberty line）並以銀色空心綫表示。

## 列車服務
倫敦地上鐵於本線使用的列車主要為710型電聯車。
截至2021年6月，本線於週一至六約06:15 - 22:00、週日約08:30 - 20:00的班次為半小時一班。全線單程車程為9分鐘。

## 車站列表
全線都位於大倫敦黑弗靈區內，亦位於倫敦軌道運輸第6收費區。
| 中文站名   | 英文站名 | 轉乘路線                |
| ---------- | -------- | ----------------------- |
| 羅姆福德   |          | 伊利沙伯線、 大盎格利亞 |
| 埃默遜公園 |          |                         |
| 上敏斯特   |          | 區域線、 c2c            |